# Cal·lírroe (filla de Focos)
Cal·lírroe (en grec antic: Καλλιρρόη) va ser, segons la mitologia grega, una filla de Focos, un home nascut a Glisant, una ciutat de Beòcia.
Plutarc explica que Cal·lírroe tenia trenta pretendents, però el seu pare posposava sempre la data de triar-li marit. Finalment, seguint l'opinió de l'oracle de Delfos, van decidir de resoldre la discussió per les armes. Però els pretendents van matar Focos i la filla es va escapar. Els pretendents la van seguir i uns pagesos la van amagar a la mola del blat. Quan es van celebrar les Pambeòcies, Cal·lírroe va anar com a suplicant davant de l'altar d'Atena Itònia, acusant els pretendents de la mort del se pare. Els pretendents van fugir a Orcomen i després a Hípotes, lloc on els beocis els van assetjar. Es van haver de rendir i van morir lapidats. El dia abans de rendir-se es va sentir una veu que venia de la muntanya i deia: «Sóc aquí». Era la veu de Focos anunciant el càstig.